# Pseudorhopus hartmani
Pseudorhopus hartmani är en stekelart som beskrevs av Timberlake 1926. Pseudorhopus hartmani ingår i släktet Pseudorhopus och familjen sköldlussteklar. Inga underarter finns listade i Catalogue of Life.